# Meniszkusz (fizika)
A meniszkusz szó eredete görög, mely félholdat jelent. Meniszkusz tapasztalható, ha egy folyadékot kémcsőbe töltünk és vizsgáljuk a folyadék felszínét. A folyadék felszíne nem lesz vízszintes, hanem vagy konkáv vagy konvex formában görbül, ezt hívják meniszkusznak. Orvosi anatómiai jelentése holdalakú porc (meniscus), melyből a térdben kettő van (többesszáma: menisci).

Konvex meniszkusz tapasztalható, ha a folyadék molekulái között erősebb a kölcsönhatás (kohéziós erő), mint a folyadék részecskéi és a kémcső fala között (adhézió). Erre példa, ha üvegcsőbe higanyt töltünk. Fordítva, konkáv meniszkusz látható, ha erősebb az adhéziós hatás a kohéziósnál. Például ez tapasztalható, ha kémcsőbe vizet öntünk.
Ha a folyadékot tartó eszköz elég szűk (kis átmérőjű), akkor a kapilláris jelenség is hat a folyadékra. Konkáv meniszkusznál felfelé húzza a folyadékot, konvex meniszkusznál pedig lefele nyomja.
A meniszkuszt figyelembe kell venni, ha folyadékot mérünk egy kémcsőben, vagy ahhoz hasonló üvegcsőben.